# Max Deubel
Max Deubel (Wiehl, 5 febbraio 1935) è un pilota motociclistico tedesco ritiratosi dall'attività agonistica.

## Carriera
Iniziò a correre nel 1955 con un sidecar già appartenuto a Walter Schneider, con Horst Höhler come passeggero. Due anni dopo, in occasione del Neunkircher Dreieckrennen, ottenne la sua prima vittoria.
In occasione del GP di Germania 1959 Deubel fece il suo esordio iridato, tagliando il traguardo al terzo posto. L'anno seguente ottenne il sostegno ufficiale da parte della BMW: a fine stagione fu sesto, con due quarti posti come miglior risultato.
Il 1961 fu l'anno del primo titolo iridato per il tedesco: con Emil Hörner come passeggero, e approfittando dell'assenza forzata di Helmut Fath, Deubel vinse tre GP (Germania, TT e Olanda) battendo la concorrenza dello svizzero Fritz Scheidegger. In quell'anno l'equipaggio Deubel/Hörner vinse anche il primo dei suoi cinque titoli nazionali consecutivi della categoria.
Il dominio di Deubel sul Mondiale sidecar continuò anche nelle stagioni 1962, 1963 e 1964, diventando il primo pilota nella storia della categoria a vincere quattro titoli mondiali consecutivi. Degno di nota il Tourist Trophy 1962, nel quale il tedesco stabilì il record sul giro a oltre 90 miglia orarie, primo sidecarista a superare questa barriera.
Meno fortunate furono le stagioni 1965 e 1966, terminate entrambe al secondo posto dietro a Scheidegger. A fine 1966 Deubel si ritirò dalle competizioni, gestendo fino al 1972 l'albergo da lui aperto nella sua città natale; successivamente si dedicò all'organizzazione di eventi sportivi e di direttore di gara. Nel 1986 divenne membro della commissione FIM per le gare su strada, di cui fu nominato vicepresidente nel 1990.

## Risultati nel motomondiale
| 1959 | Classe  | Moto |   |  |   |   |   |    |    |    |  |  |  |  |  | Punti | Pos. |
| ---- | ------- | ---- | - |  | - | - | - | -- | -- | -- |  |  |  |  |  | ----- | ---- |
| 1959 | Sidecar | BMW  | - |  | 3 | - | - | NE | NE | NE |  |  |  |  |  | 4     | 8º   |

| 1960 | Classe  | Moto |   |     |   |   |   |    |    |  |  |  |  |  |  | Punti | Pos. |
| ---- | ------- | ---- | - | --- | - | - | - | -- | -- |  |  |  |  |  |  | ----- | ---- |
| 1960 | Sidecar | BMW  | 4 | Rit | 6 | - | 4 | NE | NE |  |  |  |  |  |  | 7     | 6º   |

| 1961 | Classe  | Moto |   |   |   |   |   |   |    |    |    |    |    |  |  | Punti   | Pos. |
| ---- | ------- | ---- | - | - | - | - | - | - | -- | -- | -- | -- | -- |  |  | ------- | ---- |
| 1961 | Sidecar | BMW  | - | 1 | 2 | 1 | 1 | 2 | NE | NE | NE | NE | NE |  |  | 30 (36) | 1º   |

| 1962 | Classe  | Moto |   |   |     |   |   |   |    |    |    |    |    |  |  | Punti   | Pos. |
| ---- | ------- | ---- | - | - | --- | - | - | - | -- | -- | -- | -- | -- |  |  | ------- | ---- |
| 1962 | Sidecar | BMW  | 1 | 1 | Rit | 2 | 3 | 1 | NE | NE | NE | NE | NE |  |  | 30 (34) | 1º   |

| 1963 | Classe  | Moto |   |   |    |   |   |   |    |    |    |    |    |    |  | Punti   | Pos. |
| ---- | ------- | ---- | - | - | -- | - | - | - | -- | -- | -- | -- | -- | -- |  | ------- | ---- |
| 1963 | Sidecar | BMW  | 1 | 2 | AN | 8 | 1 | 2 | NE | NE | NE | NE | NE | NE |  | 22 (28) | 1º   |

| 1964 | Classe  | Moto |    |   |   |   |   |   |   |    |    |    |    |    |  | Punti   | Pos. |
| ---- | ------- | ---- | -- | - | - | - | - | - | - | -- | -- | -- | -- | -- |  | ------- | ---- |
| 1964 | Sidecar | BMW  | NE | 4 | 2 | 1 | 4 | 1 | 2 | NE | NE | NE | NE | NE |  | 28 (34) | 1º   |

| 1965 | Classe  | Moto |    |   |   |   |   |     |   |    |    |    |    |   |    | Punti | Pos. |
| ---- | ------- | ---- | -- | - | - | - | - | --- | - | -- | -- | -- | -- | - | -- | ----- | ---- |
| 1965 | Sidecar | BMW  | NE | - | 1 | 3 | 1 | Rit | 2 | NE | NE | NE | NE | - | NE | 26    | 2º   |

| 1966 | Classe  | Moto |    |   |   |   |   |    |    |    |    |   |    |    |  | Punti   | Pos. |
| ---- | ------- | ---- | -- | - | - | - | - | -- | -- | -- | -- | - | -- | -- |  | ------- | ---- |
| 1966 | Sidecar | BMW  | NE | 2 | 3 | 2 | 2 | NE | NE | NE | NE | 2 | AN | NE |  | 18 (28) | 2º   |

| Legenda | 1º posto        | 2º posto            | 3º posto            | A punti      | Senza punti        | Grassetto – Pole position Corsivo – Giro più veloce |
| Legenda | Gara non valida | Non qual./Non part. | Ritirato/Non class. | Squalificato | '-' Dato non disp. | Grassetto – Pole position Corsivo – Giro più veloce |